# 搏藝中心
搏藝中心（Fighting Arts Center），由唐壹孚及其徒弟楊碩舜於在2011年創立，楊碩舜多次生意失敗，曾經破產，破產期間想利用唐的泰拳舖翻身，曾與多名異性傳出緋聞，因此導致離婚，並與其中一名異性再婚。FAC是其後改名的店舖，後因唐的知名度，各種利誘方式，招徠多名投資者集資，曾是香港其中一個連鎖健身中心集團，於2019年11月13日全線結業，結業前擁有5間分店，規模曾為香港第七大，全盛時期達9間會所，估計會員人數超過2.5萬，部份分店設有桑拿及蒸氣浴室，及後因管理不善，資金周轉不靈，會員的會費亦不翼而飛，突然宣布結業，楊在結業前一段時間已避走泰國，受影響會員及投資者亦未能跟他聯絡，員工及會員至今仍未能成功完全追討工資及會費。
Sook Sabai Health & Massage是楊碩舜另外於泰國與其梁姓異性朋友（離婚後，隨即結為夫婦）共同創立，FAC結業前楊及梁仍拿取FAC資金，FAC結業後，楊利用FAC類近手法全力介紹Sook Sabai，招收會員及游說投資者投入資金。

## 銷售手法爭議
參考：舒適堡#銷售手法爭議
- 2016年6月，一名FAC職員涉嫌使用具威嚇性的營業行為銷售健身會籍，及未得到事主同意下使用其信用卡付款，被海關拘捕[6][7]。
- 2018年4月，一名FAC職員兜搭一名先天弱聽人士帶到中心一房間內推銷健身會籍，職員取去他的提款卡以EPS轉賬，並要求他輸入密碼，其間以「怕其他人看到密碼」為由，以手遮蓋終端機螢幕，以致他看不到轉賬金額。

聾人機構「龍耳」創辦人邵日贊表示，弱聽人士與一般人溝通存在很大困難，因為一般人自小透過聲音學習語言，而弱聽人士需配合肢體動作、表情以及特定文法。職員明知他有聽力障礙，過程中應要求他重複一次說話內容，以確保沒有理解錯誤。